# Райнд, Джеймс Александр Портерфилд
Джеймс Александр Портерфилд Райнд (англ. James Alexander Porterfield Rynd, 6 апреля 1846 — 17 марта 1917) — ирландский шахматист, адвокат (барристер) и политик.

## Биография[1]

### Семья
- Отец — Джеймс Уильям Гудлатт Райнд (James William Goodlatte Rynd, 1817—1853), адвокат (солиситор).
- Мать — Изабелла Сюзанна Райнд (в дев. Стивенс; Isabella Susannah Stephens Rynd).
- Дядя — Фрэнсис Райнд[англ.] (Dr. Francis Rynd, 1801—1861), известный ирландский врач.
- Двоюродная сестра — Мария Райнд (Maria Rynd), жена президента Боливии Педро Хосе Доминго де Герры[англ.].
- Жена — Анна Крэнвилл (Anna Cranwill; дата свадьбы — 7 сентября 1869 г.).
- Сын — Кеннет Арли Райнд (Kenneth Arly Rynd, 9 октября 1873 — ?), шахматист.

### Адвокатская деятельность
С 1869 г. был членом адвокатской палаты «Кингс-Иннс». В 1874 г. получил категорию барристера.

### Политическая деятельность
По взглядам был юнионистом, состоял в Юнионистской партии Ирландии (Ольстерской юнионистской партии). Был председателем Дублинской либеральной юнионистской ассоциации.

### Шахматная деятельность
Чемпион Ирландии 1865 и 1892 гг. (1-й и 3-й национальные чемпионаты).
Участник Ирландского шахматного конгресса 1885 г. (среди побежденных — мастер У. Поллок).
В 1888 г. сыграл вничью матч с Дж. Мэзоном (2½ : 2½).
Член шахматного клуба «Клонтарф». Возглавлял клуба на первых Кубках Армстронга (клубных чемпионатах Ирландии). В 1890 и 1892 гг. вместе с командой стал победителем Кубка Армстронга (результат турнира 1892 г. позже был аннулирован).
Редактировал шахматные отделы в газетах "Irish Sportsman and Farmer" и "Evening Herald".